# Klio (studentenvereniging in Leuven)
Klio was de Leuvense faculteitskring voor studenten Klassieke Filologie en Oude Geschiedenis van 1936 tot 2004.
De kring werd op 18 december 1936 opgericht door Willy Peremans. De leden werden Klioten genoemd. De kring werd gesticht in 1936, en vernoemd naar Clio, de muze van de geschiedenis. Aanvankelijk omvatte de studentenkring de studenten Klassieke Filologie (nu: Taal- en Letterkunde: Latijn en Grieks), Oude Geschiedenis (Geschiedenis van de Oudheid) en Romaanse Filologie. De romanisten richten uiteindelijk zelf hun eigen studentenkring Romania op, zodat Klio de kring bleef van de Klassieke Studiën.
De leuze van de kring was:

Quando peritura nemo scit ...

Want onkruid vergaat niet. (dit tweede vers werd later toegevoegd).
Het tijdschrift heette aanvankelijk Kleio, later Bacchus.
In 2004 werd de studentenkring, tot grote spijt van vele oud-Klioten, opgeheven. De classici sloten aan bij de nieuwe kring Babylon, die een fusie is van Klio, Germania en Romania, de oud-historici bij de bestaande kring Historia.